# Rotonda pentagonale giroelongata
In geometria solida, la rotonda pentagonale giroelongata è un poliedro di 37 facce appartenente alla famiglia delle rotonde giroelongate che può essere costruito, come intuibile dal suo nome, "giroallungando" una rotonda pentagonale attraverso l'aggiunta di un antiprisma decagonale alla sua base.

## Caratteristiche
Come detto, questo solido fa parte della famiglia delle rotonde giroelongate e la sua base maggiore, in questo caso un decagono, ha quindi il doppio dei lati della sua base minore, in questo caso un pentagono; nel caso in cui tutte le sue facce siano poligoni regolari, la rotonda pentagonale giroelongata diventa uno dei 92 solidi di Johnson, in particolare quello indicato come J25, ossia un poliedro strettamente convesso avente come facce dei poligoni regolari ma comunque non appartenente alla famiglia dei poliedri uniformi.
In quest'ultimo caso, prendendo in esame i 30 vertici di questo poliedro si vede che su 10 di essi insistono una faccia decagonale e tre triangolari, su altri 10 incidono due faccia pentagonali e due triangolari, e sui restanti 10 incidono una faccia pentagonale e quattro triangolari.

## Formule
Considerando una rotonda pentagonale giroelongata avente come facce dei poligoni regolari aventi lato di lunghezza {\displaystyle a}, le formule per il calcolo del volume {\displaystyle V} e della superficie {\displaystyle A} risultano essere:
{\displaystyle V={\frac {a^{3}}{12}}\left(45+17{\sqrt {5}}+10{\sqrt {2\left({\sqrt {650+290{\sqrt {5}}}}-{\sqrt {5}}-1\right)}}\;\right)\approx 13,6670508\ldots a^{3};}
{\displaystyle A={\frac {a^{2}}{2}}\left(15{\sqrt {3}}+\left(5+3{\sqrt {5}}\right){\sqrt {5+2{\sqrt {5}}}}\right)\approx 31,0074543\ldots a^{2}.}

## Poliedro duale
Il poliedro duale della rotonda pentagonale giroelongata è un poliedro avente un totale di 30 facce: 10 forma di pentagono, 10 a forma di rombo e 10 a forma di quadrilatero irregolare.
| Poliedro duale | Sviluppo piano del duale |
| -------------- | ------------------------ |
|                |                          |